# Erytrofobie
Erytrofobie, rubrofobie of bloosangst is een extreme en irrationele angst om (in het bijzijn van anderen) te blozen. Het blozen geeft gevoelens van angst en schaamte en dit maakt de betroffene onzeker. Omdat de persoon geen controle over het blozen heeft, zorgt dit voor extra angst en spanning. Het begrip erytrofobie wordt ook gebruik in de betekenis 'angst of afkeur voor de kleur rood of rode voorwerpen'.
Erytrofobie kan behandeld worden met korte cursussen of langdurige therapieën.
Erytrofobie gaat soms samen met rubeosis (overmatig blozen). Als de erytrofobie een gevolg is van rubeosis kunnen beide soms verholpen worden door middel van een operatie.